# Alina Müller
Alina Müller, född 12 mars 1998 i Lengnau, Aargau, är en schweizisk ishockeyforward. Hon har representerat Schweiz i OS en gång, i Sotji, där det blev brons. I bronsmatchen mot Sverige gjorde hon 4–2 till Schweiz i öppen kasse, innan Sverige reducerade till 4–3, som blev matchens slutresultat.